# Hot Shot Ultramix
Hot Shot Ultramix é um álbum de remixes do cantor jamaicano Shaggy, foi lançado em 5 de fevereiro de 2002. As músicas são quase todas mixadas com várias participações de outros artistas.

## Faixas
1. "It Wasn't Me" - (Punch mix)
2. "Special Request" - (rough cut demo) (feat. Ricardo "Rikrok" Ducent)
3. "Freaky Girl" - (Strip mix) (feat. The Kraft)
4. "Too Hot to Handle" - (feat. Robin)
5. "Why You Mad at Me?"
6. "Keep'n It Real" - (Swinger's mix)
7. "Leave It to Me" - (Early mix) (feat. Brian & Tony Gold)
8. "Chica Bonita" - (Players mix) (feat. Rikrok)
9. "It Wasn't Me" - (Cartel mix) (feat. Rikrok/Nucci Rey/Wiz Dinero)
10. "Dance and Shout" - (dancehall mix) (feat. Pee Wee)
11. "Hope" - (Duke's mix) (feat. Prince Mydas)
12. "Angel" - (ao vivo) (feat. Rayvon/Brian & Tony Gold)